# Fernando Ledesma
Fernando Ledesma Bartret (Toledo, 30 de diciembre de 1939) es un político y jurista español, magistrado del Tribunal Supremo. Fue ministro de Justicia (1982-1988) durante el mandato como jefe de Gobierno de Felipe González y presidente del Consejo de Estado entre 1991 y 1996. Es miembro permanente del Consejo de Estado desde 2009. Presidente de la Sección Cuarta del Consejo de Estado.

## Carrera
Se licenció en Derecho por la Universidad de Salamanca y fue nombrado fiscal y magistrado de lo Contencioso-Administrativo por oposición. Prestó servicios en las Audiencias Territoriales de Palma de Mallorca, Valladolid, Madrid y en la Audiencia Nacional. Por elección del Congreso de los Diputados fue nombrado vocal del Consejo General del Poder Judicial.
Entró en el Gobierno de Felipe González en 1982 como ministro de Justicia, cargo que desempeñó hasta 1988. En 1986, es promovido a la categoría de magistrado del Tribunal Supremo. Fue presidente del Consejo de Estado de 1991 a 1996. Tras su renuncia del Consejo de Estado, volvió al Tribunal Supremo asumiendo la presidencia de la Sección Tercera de la Sala de lo Contencioso Administrativo. En 2009, regresó al Consejo de Estado, como consejero Permanente de Estado, presidente de la Sección Cuarta (que despachaba las consultas remitidas por Defensa, Industria, y Energía, Turismo y Agenda Digital). 
Diputado al Congreso por Valladolid durante dos legislaturas. Miembro de la Comisión Constitucional del Congreso. Presidente de la Delegación Española de la Comisión interparlamentaria Hispanoportuguesa. Presidente de la Comisión del Congreso sobre Régimen de las Administraciones Públicas. Está casado y tiene cuatro hijos. 
Fue Presidente del Patronato de la Real Fundación de Toledo y miembro de la Junta Directiva de YMCA-ESPAÑA. 

## Distinciones
- Caballero gran cruz de la Orden de Carlos III
- Gran cruz de la Orden del Mérito Civil
- Gran cruz de la Orden de San Raimundo de Peñafort
- Grande Ufficiale de la Orden al Mérito de dicho Estado
- Gran cruz de la Orden de Isabel la Católica
- Gran cruz de la Orden del Mérito Militar
- El 12 de noviembre de 2015 le fue concedido el XXI Premio Pelayo.